# Diyadin
Diyadin là một huyện thuộc tỉnh Ağri, Thổ Nhĩ Kỳ. Huyện có diện tích 1291 km² và dân số thời điểm năm 2007 là 45937 người, mật độ 36 người/km².